# 本地迴路
本地迴路（也稱為本地環路、本地尾線、用戶線或最後一哩路 ）在電話通訊領域係指一段物理連結或電路，從用戶終端的分界點連接到公共營運商或電信服務供應商的網路邊缘。   
在傳統公用電話網路中，本地迴路是營運商的載波接取網路邊緣，本地迴路的終端為現有的市話業務經營者或電話局所收容的電路交換機。 

## 基礎設施
在傳統意義上，本地迴路指的是客戶住宅電話到本地電話局的一對導體電路 。某些國家曾使用單線接地迴路 ，直到20世紀初引入路面電車才不再使用。 
在歷史上，第一段通常是一條架空明線，幾根導體連接在「電報」桿的横臂上的瓷製絕緣子上。因此，為了最大程度地减少所需的本地迴路的數量，通常會向住宅用戶提供多方通話服務。通常情況下，這些電路會以雙絞線進入架空電纜或地下電纜，在連入交換局附近的局部迴路，請參見外線設備 。 
現代實作可能包括數位迴路載波系统段或光纖傳輸系統。本地迴路可能终止於地區電信競爭業者所擁有的電路交換機，置放在接入点（POP），而接入點通常是現有的市話業務經營者的電話局。本地迴路藉由以下方式支援語音和資料通訊用途： 
- 傳統POTS使用的類比語音和信令
- 整合服務數位網路 （ISDN）
- 數位用户線路 （DSL）的變體。

術語「本地迴路」有時會用於任何「最後一哩路」到客戶的連接而無關於科技或預期用途。從這個意義上講，本地迴路的關聯者包含： 
- 電力線。
- 電視、網際網路和電話所使用的電纜連接。
- 無線訊號或本地迴路（WLL）： LMDS ， WiMAX ， GPRS ， HSDPA ， DECT
- 衛星連接的波束訊號
- 光學或光纖服務，例如FiOS 。